# Bomullsvinda
Bomullsvinda (Ipomoea albivenia) är en ört i familjen vindeväxter, ursprungligen från södra Afrika.
Den är flerårig och klättrande lian, till 10 m lång. Bladen är gröna, enkla, rundade med djupt hjärtformig bas och långt utdragens spets, 7-10 cm långa. Undersidorna har vita hår på huvudnerverna som unga. Blommorna är trattlika, vita med blektgul till rött svalg, till 8 cm vida. Fröna är bär långa, bomullslika hår.

## Odling
Bomullsvinda är lätt att dra upp från frön. Den kräver mycket ljus och näringsrik, väldränerad jord. 

## Synonymer
För vetenskapliga synonymer se Wikispecies

### Webbkällor
- Turner, S. 2001 PlantZAfrica.com. Witwatersrand National Botanical Garden. .
- Wikimedia Commons har media som rör Bomullsvinda.